# BK NH Ostrava
BK Nová Huť Ostrava – czeski koszykarski klub z siedzibą w Ostrawie. Aktualnie zespół występuje w Národní Basketbalová Liga. Klub powstał w 1952 roku.